# 고문관지
고문관지(古文觀止)는 청나라 때 학자 오초재(吳楚才)와 오조후(吳調侯)가 1695년에 편찬한 산문집이다. 춘추 전국 시대부터 명나라 때까지 산문 222편이 수록되었다.